# Sancha d'Aragona (monaca)

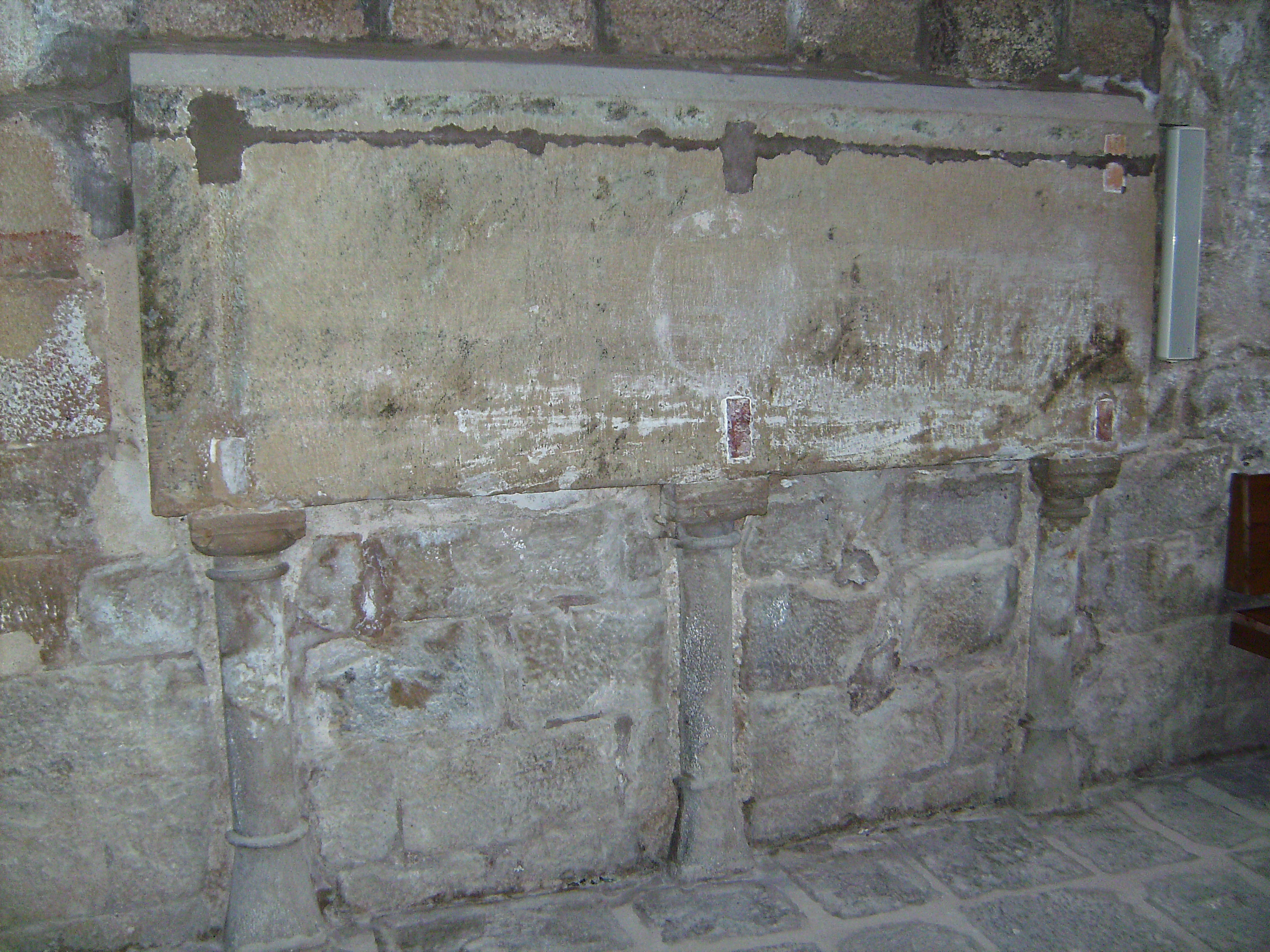
Lapide sepolcrale dell'infanta Sancha D'Aragona

Sancha d'Aragona (Barcellona, 1246 – Gerusalemme, 1262) è stata una principessa e monaca aragonese.

## Biografia
Era figlia del re Giacomo I d'Aragona e della seconda moglie Iolanda d'Ungheria.
Ricevette fin dall'infanza un'educazione molto cristiana. 
La politica matrimoniale intrapresa da suo padre la resero oggetto di trattative con il re di Navarra Teobaldo II. Ella però rifiutò sia di sposarsi sia le ricchezze della corte ed entrò a far parte dell'Ordine della Misericordia fondato da San Pietro Nolasco e suo padre Giacomo I.
Volendo visitare la Terra santa, partì alla volta di Gerusalemme. Ivi entrò nell'Ordine ospitaliero di San Giovanni - oggi: Ordine di Malta - per prestare aiuto ai pellegrini e ai bisognosi ricoverati presso l'ospedale dell'Ordine. Dedita alle opere di carità e ai miracoli, operò sempre in anonimato senza svelare la sua origine nobile.
Quando morì nel 1262 era già venerata santa. Il suo corpo venne riportato nella natia Aragona e sepolto nel monastero cistercense di Vallbona de les Monges. Una navata della Chiesa di Santa Maria di Vallbona è ancora oggi dedicata al culto della beata.

## Ascendenza
|                      |                     |                               | Genitori                     |  |  | Nonni |  |  | Bisnonni             |  |  | Trisnonni                            |  |
|                      |                     |                               |                              |  |  |       |  |  | Alfonso II d'Aragona |  |  | Raimondo Berengario IV di Barcellona |  |
|                      |                     |                               |                              |  |  |       |  |  | Alfonso II d'Aragona |  |  | Raimondo Berengario IV di Barcellona |  |
|                      |                     | Petronilla di Aragona         |                              |  |  |       |  |  | Alfonso II d'Aragona |  |  |                                      |  |
| Pietro II di Aragona |                     |                               |                              |  |  |       |  |  | Alfonso II d'Aragona |  |  |                                      |  |
|                      |                     | Sancha di Castiglia           | Alfonso VII di León          |  |  |       |  |  |                      |  |  |                                      |  |
|                      |                     | Sancha di Castiglia           | Alfonso VII di León          |  |  |       |  |  |                      |  |  |                                      |  |
|                      |                     | Sancha di Castiglia           | Richenza di Polonia          |  |  |       |  |  |                      |  |  |                                      |  |
| Giacomo I d'Aragona  |                     | Sancha di Castiglia           |                              |  |  |       |  |  |                      |  |  |                                      |  |
|                      |                     | Guglielmo VIII di Montpellier | Guglielmo VII di Montpellier |  |  |       |  |  |                      |  |  |                                      |  |
|                      |                     | Guglielmo VIII di Montpellier | Guglielmo VII di Montpellier |  |  |       |  |  |                      |  |  |                                      |  |
|                      |                     | Guglielmo VIII di Montpellier | Matilda di Borgogna          |  |  |       |  |  |                      |  |  |                                      |  |
| Maria di Montpellier |                     | Guglielmo VIII di Montpellier |                              |  |  |       |  |  |                      |  |  |                                      |  |
|                      |                     | Eudocia Comnena               | Alexios Komnenos             |  |  |       |  |  |                      |  |  |                                      |  |
|                      |                     | Eudocia Comnena               | Alexios Komnenos             |  |  |       |  |  |                      |  |  |                                      |  |
|                      |                     | Eudocia Comnena               | Maria Dukaina                |  |  |       |  |  |                      |  |  |                                      |  |
| Sancha d'Aragona     |                     | Eudocia Comnena               |                              |  |  |       |  |  |                      |  |  |                                      |  |
|                      | Béla III d'Ungheria | Géza II d'Ungheria            |                              |  |  |       |  |  |                      |  |  |                                      |  |
|                      | Béla III d'Ungheria | Géza II d'Ungheria            |                              |  |  |       |  |  |                      |  |  |                                      |  |
|                      | Béla III d'Ungheria | Efrosin'ja Mstislavna         |                              |  |  |       |  |  |                      |  |  |                                      |  |
| Andrea II d'Ungheria | Béla III d'Ungheria |                               |                              |  |  |       |  |  |                      |  |  |                                      |  |
|                      |                     | Agnese d'Antiochia            | Rinaldo di Châtillon         |  |  |       |  |  |                      |  |  |                                      |  |
|                      |                     | Agnese d'Antiochia            | Rinaldo di Châtillon         |  |  |       |  |  |                      |  |  |                                      |  |
|                      |                     | Agnese d'Antiochia            | Costanza d'Antiochia         |  |  |       |  |  |                      |  |  |                                      |  |
| Iolanda d'Ungheria   |                     | Agnese d'Antiochia            |                              |  |  |       |  |  |                      |  |  |                                      |  |
|                      |                     | Pietro II di Courtenay        | Pietro I di Courtenay        |  |  |       |  |  |                      |  |  |                                      |  |
|                      |                     | Pietro II di Courtenay        | Pietro I di Courtenay        |  |  |       |  |  |                      |  |  |                                      |  |
|                      |                     | Pietro II di Courtenay        | Elisabetta di Courtenay      |  |  |       |  |  |                      |  |  |                                      |  |
| Iolanda di Courtenay |                     | Pietro II di Courtenay        |                              |  |  |       |  |  |                      |  |  |                                      |  |
|                      |                     | Iolanda di Fiandra            | Baldovino V di Hainaut       |  |  |       |  |  |                      |  |  |                                      |  |
|                      |                     | Iolanda di Fiandra            | Baldovino V di Hainaut       |  |  |       |  |  |                      |  |  |                                      |  |
|                      |                     | Iolanda di Fiandra            | Margherita I di Fiandra      |  |  |       |  |  |                      |  |  |                                      |  |
|                      |                     | Iolanda di Fiandra            |                              |  |  |       |  |  |                      |  |  |                                      |  |